# Ригзе (општина)
Ригзе (њем. Riegsee) општина је у њемачкој савезној држави Баварска. Једно је од 22 општинска средишта округа Гармиш-Партенкирхен. Према процјени из 2010. у општини је живјело 1.168 становника. Посједује регионалну шифру (AGS) 9180128.

## Географски и демографски подаци
Ригзе се налази у савезној држави Баварска у округу Гармиш-Партенкирхен. Општина се налази на надморској висини од 668 метара. Површина општине износи 20,4 km². У самом мјесту је, према процјени из 2010. године, живјело 1.168 становника. Просјечна густина становништва износи 57 становника/km².